# Sandy & Junior (telessérie)
Sandy & Junior foi um seriado brasileiro produzido e exibido pela TV Globo e protagonizado pelos irmãos Sandy Leah e Junior Lima. Foi transmitido de 11 de abril de 1999 a 29 de dezembro de 2002, tendo quatro temporadas e sendo reprisado até 23 de março de 2003 pela mesma emissora. Da primeira à terceira temporada foi utilizada como tema de abertura a canção "Eu Acho que Pirei", interpretada pela dupla principal. Já na quarta e última temporada foi utilizada a canção "Não Dá pra não Pensar". Um videoclipe temático era produzido para o final de cada episódio, entre singles e outras canções dos álbuns da dupla, sempre interpretadas por eles.
Todas as gravações das três primeiras temporadas foram realizadas em Campinas, utilizando um colégio real como cenário, o Liceu Salesiano Nossa Senhora Auxiliadora, que na trama se chamava Centro Educacional Mario de Andrade (CEMA), mudando para um condomínio cenográfico no Rio de Janeiro na última temporada. Foi reprisado pelo canal Viva, entre 2010 e 2013 e, devido ao pedido do público, novamente entre 2015 e 2020.
Teve os irmãos Sandy e Junior Lima como protagonistas em uma história baseada em suas próprias vidas, narrando as desventuras da dupla no colégio e entre amigos. Fernanda Paes Leme, Paulo Vilhena, Igor Cotrim, Wagner Santisteban, Camila dos Anjos, Bruna Thedy, Karina Dohme, Douglas Aguillar, Marie Lanna, José Trassi e Aline Ortolan interpretam os demais papeis principais.

## Enredo
A série narra com humor o cotidiano de uma turma de amigos do colégio Centro Educacional Mário de Andrade (CEMA), localizado na cidade de Campinas. Lá eles vivem problemas e aventuras comuns da adolescência, como a intensidade dos amores, a criação de suas próprias ideologias e personalidade, a exploração da sexualidade e o descobrimento do que querem para o futuro. O grupo de amigos é formado pela inteligente Sandy (Sandy), o musicista Junior (Junior Lima), a rica Patty (Fernanda Paes Leme), a evoluida Ritinha (Bruna Thedy), o esportista Gustavo (Paulo Vilhena), o nerd Basílio (Wagner Santisteban), a tímida Bebel (Camila dos Anjos), a atrapalhada Beth (Karina Dohme), o ogro Mau (Douglas Aguillar), o encrenqueiro Boca (Igor Cotrim), a doce e meiga Clara (Marie Lanna), o skatista Dodô (José Trassi) e a artística Teca (Aline Ortolan).

### Episódio piloto
O episódio piloto do seriado foi exibido pela TV Globo em dezembro de 1998 e bateu 32 pontos de audiência, o que encorajou o diretor geral de criação da emissora, Carlos Manga, a tornar o programa fixo na grade.
Trata-se de um episódio especial de Natal que inicia a série, mostrando o cotidiano de alunos adolescentes de uma escola de Campinas. Sandy é uma aluna exemplar, considerada uma das melhores da escola, ao lado de Júnior, um exímio musicista, que lidera a rádio estudantil. Gustavo, melhor amigo de Junior que o auxilia na rádio, é o bom moço, esportista nato e bastante cobiçado pelas garotas, sendo o interesse amoroso de Vicky (Mariana Ximenes), uma garota tímida e bolsista que ajuda sua mãe Lígia (Regina Remencius) na cantina do colégio, durante os intervalos de aula. Gustavo, no entanto, anda se envolvendo com a fútil e esnobe Patty (Fernanda Paes Leme), que não perde tempo em humilhar Vicky. Além deles também há Betina(Tatyane Goulart), amiga de Sandy que quer emagrecer e tenta evitar ficar perto da cantina em nome de seu suposto regime alimentar; e Dodô(Aldine Paiva), skatista cheio de suíngue que é amigo chegado de Sandy, Junior e os demais.
Com o fim do ano se aproximando, os alunos planejam sua festa de Natal, organizada pelo dinâmico professor de física Pachecão, amigo de Lígia e padrinho de Vicky; e pela empática professora de literatura Carolina (Patrícia Lucchesi), amiga próxima de Pachecão. Por sugestão de Dodô, um grupo de percussão de uma comunidade carente chamado Bate-Lata é convidado para participar do show do evento, despertando rejeição em Patty e em seus amigos Beth (Karina Dohme), Mau (Douglas Aguillar) e Morcegão (Linho Bernini), que logo recorrem à conservadora professora de história Elvira (Cidinha Milan) para intervir na decisão junto ao diretor Camilo (Blota Filho). Essa atitude preconceituosa de Patty acaba a afastando de Gustavo e o aproximando de Vicky. Sentindo-se excluída e traída, Patty resolve sabotar a festa e jogar a culpa em cima de Vicky, mas Sandy, Junior e seus amigos descobrem o plano da moça e planejam uma maneira inteligente dela e de seus cúmplices confessarem o ato.

### 1ª temporada

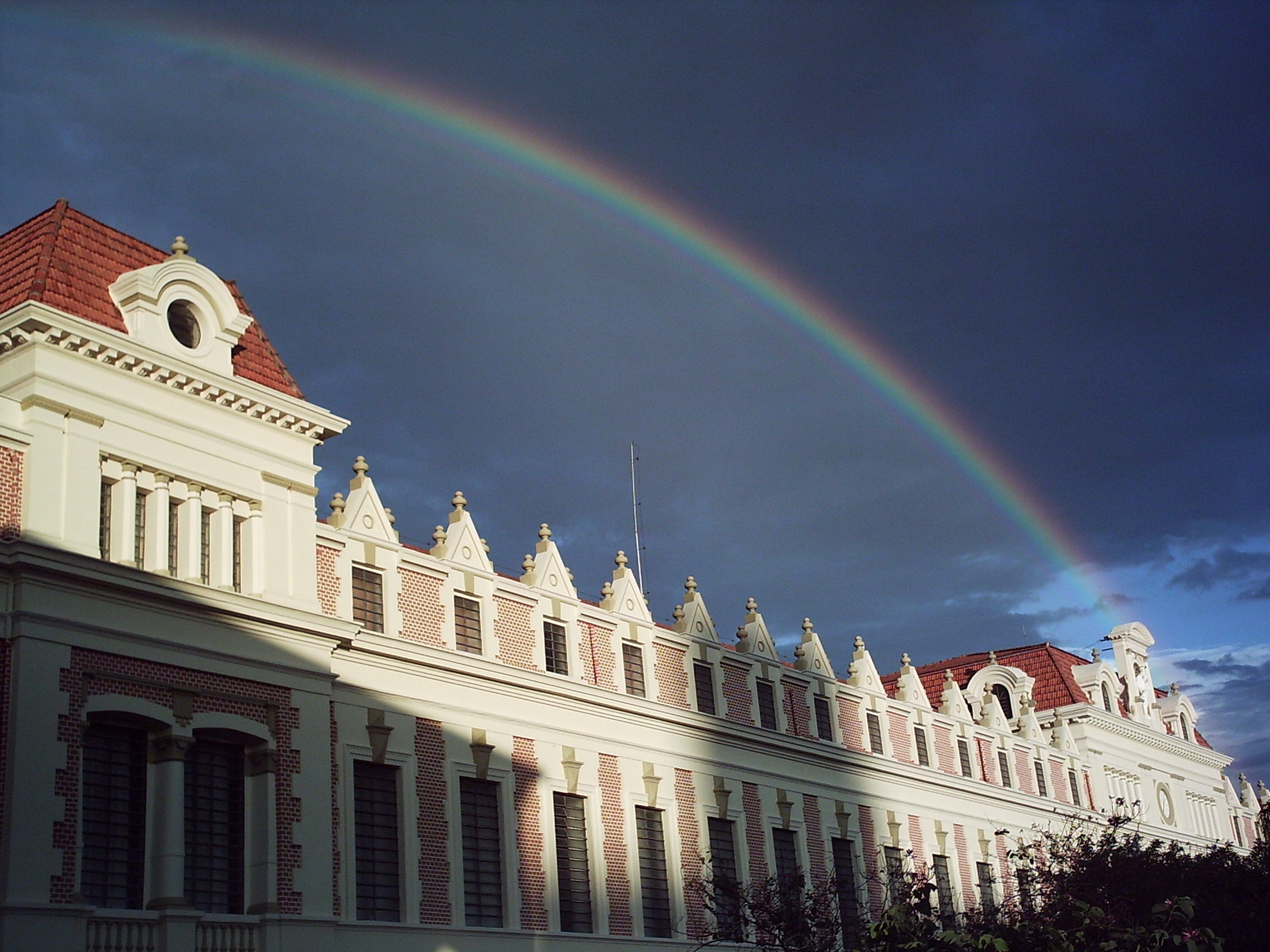
O colégio Liceu Salesiano, em Campinas, foi utilizado como cenário real para a série sob o nome de Centro Educacional Mário de Andrade (CEMA).

Na primeira temporada a turma de amigos está no primeiro ano do ensino médio, vivenciando as descobertas da juventude. Sandy e Junior são integrantes do grêmio estudantil e lideram a rádio do colégio com Dodô (que era vivido por Aldine Paiva no piloto e aqui passa a ser vivido por José Trassi) e Teca (Aline Ortolan). A trama paralela principal se desenvolve entre o triângulo amoroso formado por Patty (Fernanda Paes Leme), Gustavo (Paulo Vilhena) e Clara (Marie Lanna), com a primeira infernizando o romance dos dois. A equipe de professores do colégio CEMA (Centro Educacional Mário de Andrade) é formada pelo diretor Camilo (Blota Filho) - grande aliado dos alunos -, a conservadora Elvira (Cidinha Milan), a sensual Ludmila (Gisela Marques), a exótica Carolina (Patrícia Lucchesi), o galante Marcão (Gero Pestalozzi) e o liberal Borborema (Luís Serra), além da cantineira Irene (Márcia Manfredini).

### 2ª temporada
A partir da segunda temporada, as crianças Talita (Talita Cantori), Duda (Vítor Morosini) e depois Glorinha (Letícia Colin), alunos do ensino fundamental, juntam-se à turma e passam a criar ainda mais aventuras. Um dos cenários mais utilizados a partir de então é o trailer de Basílio (Wagner Santisteban), que serve de ponto de encontro dos jovens. Nessa temporada, Junior começa seu romance com Clara (Marie Lanna), e Sandy com Gustavo (Paulo Vilhena), criando um abismo na amizade dela com Paty (Fernanda Paes Leme) - até então o atual interesse amoroso de Gustavo. Na equipe de professores, saem Carolina (Patrícia Lucchesi) e Marcão (Gero Pestalozzi) e entram o liberal Miguel (Marcos Damigo) e a exigente Rebeca (Adriana Londoño), além do assistente Festa (Guilherme Pierri) e da auxiliar de limpeza Valdete (Andréa Bassit).

### 3ª temporada
A terceira temporada tem início com o sumiço do trailer de Basílio (Wagner Santisteban) e o retorno de Patty (Fernanda Paes Leme) do oriente, totalmente zen. A galera começa a produzir filmes no espaço Detonação, com o patrocínio do CEMA. Sandy tem terminado seu romance com Gustavo (Paulo Vilhena), e Junior agora se envolve com Carol (Paula Picarelli), irmã de Alvinho (Fausto Maule), rival da galera que chega para prejudicar e atrapalhar todos os planos da turma. Entre os professores, saem Miguel (Marcos Damigo) e Ludmila (Gisela Marques), e entram a sensível Lola (Gabriella Rea) e o enigmático Galeno (Paulo Goya). No decorrer do ano, Gustavo (Paulo Vilhena) viaja em busca de seus sonhos e sai da série, e surge um novo amor para Sandy, Bruno (Daniel Del Sarto).

### 4ª temporada
A partir da quarta temporada, o seriado passa a ser ambientado em um condomínio do Rio de Janeiro. Na nova fase, Sandy e Junior estão na universidade – ela faz psicologia; e ele, música. Agora os personagens são quase adultos, têm sua própria casa e cuidam da própria vida. O programa aborda as temáticas do universo jovem, como conflitos de geração, divergências entre grupos de amigos, romances e muita música. Patty agora divide o apartamento com as amigas Beth (Karina Dohme) e Bebel (Camila dos Anjos). Basílio (Wagner Santisteban) mora no Detonação, agora um espaço alternativo, misto de centro cultural e lanchonete, do qual é proprietário - em sociedade com Sandy e Junior - e, onde promove shows, festas e exposições. O garçom João Pedro (Erik Marmo) acaba se tornando o novo namorado de Sandy.
Outro cenário fixo é a academia de dança, onde Sandy tem aulas de balé com a exigente e metódica professora Olga Kubanov (Ariclê Perez). A chegada da nova turma mexe com a rotina dos antigos moradores do Condomínio Mata Atlântica, como Nico (André Cursino), Tony (Edward Boggis) e Yoko (Danielle Suzuki). Além de despertar diferentes reações entre as irmãs Leila (Juliana Knust) e Laila (Graziella Schmitt), sobrinhas da vigilante síndica do condomínio, Marlene (Carmem Lu de Mendonça).

## Episódios
| Temporada | Temporada              | Episódios | Exibição Original      | Exibição Original       |
| Temporada | Temporada              | Episódios | Estreia de temporada   | Final de temporada      |
| --------- | ---------------------- | --------- | ---------------------- | ----------------------- |
|           | Especial de fim de ano | 1         | 27 de dezembro de 1998 | 27 de dezembro de 1998  |
|           | 1ª                     | 37        | 11 de abril de 1999    | 26 de dezembro de 1999  |
|           | Episódios de férias    | 9         | 2 de janeiro de 2000   | 27 de fevereiro de 2000 |
|           | 2ª                     | 43        | 5 de março de 2000     | 31 de dezembro de 2000  |
|           | Episódios de férias    | 11        | 14 de janeiro de 2001  | 25 de março de 2001     |
|           | 3ª                     | 38        | 1 de abril de 2001     | 23 de dezembro de 2001  |
|           | 4ª                     | 36        | 7 de abril de 2002     | 29 de dezembro de 2002  |

## Elenco

### Principal
| Ator               | Personagem                         | Temporadas | Temporadas | Temporadas | Temporadas |
| Ator               | Personagem                         | 1ª 1999    | 2ª 2000    | 3ª 2001    | 4ª 2002    |
| ------------------ | ---------------------------------- | ---------- | ---------- | ---------- | ---------- |
| Sandy              | Sandy Lima (Sandy)                 |            |            |            |            |
| Junior Lima        | Junior Lima (Ju)                   |            |            |            |            |
| Fernanda Paes Leme | Patrícia Teles de Mendonça (Patty) |            |            |            |            |
| Paulo Vilhena      | Gustavo Beltrão                    |            |            |            |            |
| Igor Cotrim        | Cleosvaldo Tartari (Boca)          |            |            |            |            |
| Wagner Santisteban | Basílio da Guia                    |            |            |            |            |
| Camila dos Anjos   | Maria Isabel Azevedo (Bebel)       |            |            |            |            |
| Karina Dohme       | Elizabeth Pimentel (Beth)          |            |            |            |            |
| Bruna Thedy        | Rita de Cássia Quaresma (Ritinha)  |            |            |            |            |
| Douglas Aguillar   | Maurício Quaresma (Mau)            |            |            |            |            |
| Marie Lanna        | Clara Vasconcelos                  |            |            |            |            |
| José Trassi        | Dorival dos Santos (Dodô)          |            |            |            |            |
| Aline Ortolan      | Tereza Nogueira (Teca)             |            |            |            |            |
| Marcos Mion        | Max Müller                         |            |            |            |            |
| Erik Marmo         | João Pedro Pereira                 |            |            |            |            |
| Edward Boggis      | Anthony Grilo (Tony)               |            |            |            |            |
| André Cursino      | Nicolau Grilo (Nico)               |            |            |            |            |
| Daniele Suzuki     | Yoko Grilo                         |            |            |            |            |
| Juliana Knust      | Leila Costa Bastos                 |            |            |            |            |
| Graziella Schmitt  | Laila Costa Bastos                 |            |            |            |            |

### Recorrente
| Ator                  | Personagem             | Temporadas | Temporadas | Temporadas | Temporadas |
| Ator                  | Personagem             | 1ª 1999    | 2ª 2000    | 3ª 2001    | 4ª 2002    |
| --------------------- | ---------------------- | ---------- | ---------- | ---------- | ---------- |
| Andréa Bassit         | Valdete                |            |            |            |            |
| Márcia Manfredini     | Irene                  |            |            |            |            |
| Blota Filho           | Diretor Camilo         |            |            |            |            |
| Cidinha Milan         | Profª. Elvira          |            |            |            |            |
| Luiz Serra            | Prof. Borborema        |            |            |            |            |
| Gisela Marques        | Profª. Ludmila         |            |            |            |            |
| Gero Pestalozzi       | Prof. Marcão           |            |            |            |            |
| Patrícia Lucchesi     | Profª. Carolina        |            |            |            |            |
| Adriana Londoño       | Profª. Rebeca          |            |            |            |            |
| Guilherme Pierri      | Luís Felipe (Festa)    |            |            |            |            |
| Talita Cantori        | Talita                 |            |            |            |            |
| Vítor Morosini        | Duda                   |            |            |            |            |
| Letícia Colin         | Glorinha               |            |            |            |            |
| Fausto Maule          | Álvaro Pires (Alvinho) |            | part.      |            |            |
| Marcos Damigo         | Prof. Miguel           |            |            |            |            |
| Gabriella Rea         | Profª. Lola            |            |            |            |            |
| Paula Picarelli       | Carolina Pires (Carol) |            |            |            |            |
| Carmem Lu de Mendonça | Marlene Costa Bastos   |            |            |            |            |
| Cintia Rosa           | Maria                  |            |            |            |            |
| Ivan de Almeida       | Café                   |            |            |            |            |
| Adriano de Jesus      | Téo                    |            |            |            |            |

### Personagens

Elenco principal das três primeiras temporadas. Acima: Douglas Aguillar e Karina Dohme. Meio: Marie Lanna Camila dos Anjos, Sandy, Junior Lima, Fernanda Paes Leme e Paulo Vilhena. Abaixo: Wagner Santisteban, Bruna Thedy, Márcia Manfredini, Igor Cotrim, José Trassi e Aline Ortolan.

- Sandy (Sandy) é a irmã de Junior, uma garota inteligente e conciliadora, que sempre tenta ver o lado justo das situações e intercede pelos amigos junto à direção do colégio quando algo de acontece. Na primeira temporada tem uma paixão não correspondida por Otto (Fábio Azevedo), além de ser a menina dos olhos de Boca (Igor Cotrim). Na segunda temporada começa a namorar Gustavo, com quem vem a terminar na metade da terceira temporada, quando ele vai embora do colégio. Na última temporada Sandy começa a estudar psicologia e vive romances com João Pedro (Erik Marmo) e Tony (Edward Boggis).[15]
- Junior (Junior Lima) é o irmão de Sandy e melhor amigo de Gustavo e Dodô, com quem comanda a rádio do colégio. Na primeira temporada não quer um relacionamento sério, embora tenha um breve romance com Patty. Na segunda temporada começa namorar Clara e na terceira Carol (Paula Picarelli), uma universitária.[16] Na quarta temporada faz faculdade de música, enquanto se envolve com Yoko (Daniele Suzuki), Leila (Juliana Knust) e Laila (Graziella Schmitt).
- Patty (Fernanda Paes Leme) é uma milionária mimada e, por muitas vezes, maldosa, embora seja retratada de forma cômica. Principal vilã do piloto da série, quando vive tentando rebaixar Vicky(Mariana Ximenes), aluna bolsista bastante tímida que trabalha na cantina da escola com sua mãe Lígia(Regina Remencius), além de viver paquerando Gustavo, que é alvo de interesse da mesma Vicky. Esconde uma amargura por não ter os pais presentes, uma vez que eles moram fora do país por trabalho e ela mora sozinha. Apaixonada por Gustavo, tenta arruinar o namoro dele com Clara na primeira temporada e com Sandy na segunda e terceira, chegando a namorarem durante um tempo e provocando situações desagradáveis por ciúme. Na última temporada deixa o lado antagonista ao entrar na faculdade de artes cênicas e vai morar com Bebel e Beth, transformando a vida delas em uma bagunça por nunca ter feito serviços domésticos e sempre estar encarnando um personagem diferente para as aulas.
- Gustavo (Paulo Vilhena) (Temporadas 1–3) é o esportista do grupo, um exímio jogador de basquete e futebol, além de melhor amigo de Junior e Dodô e que, geralmente, toma o posto de líder nas decisões. No piloto, é o melhor amigo de Junior e alvo do interesse amoroso da humilde Vicky, com quem acaba se entrosando após perder o interesse em Patty. Na primeira temporada namora com Clara e é alvo de desejo de Patty. Na segunda temporada começar a namorar Sandy, até ir embora do colégio na metade da terceira temporada.[17]
- Boca (Igor Cotrim) é um roqueiro rebelde que já repetiu 4 vezes e inicialmente inferniza a turma. Originalmente participaria de apenas um episódio, porém devido ao sucesso com o público foi fixado no elenco, tendo a personalidade suavizada para um rebelde "sem causa" cômico e debochado, se tornando parte da turma e melhor amigo de Basílio. Apesar de às vezes ainda tentar se dar bem de formas erradas, é sempre colocado na linha por Sandy, por quem é secretamente apaixonado. Na última temporada chega no condomínio da turma após fugir de casa para passar meses mochilando pelo Brasil, indo morar e trabalhar com Basílio e Ritinha.[18]
- Basílio (Wagner Santisteban) é um nerd atrapalhado e sovina, que só pensa em dinheiro e sempre acha uma forma de lucrar. Na primeira temporada tem um breve romance com Beth e depois namora Bebel por dois anos. Na segunda temporada gerencia o food truck da família, onde sempre acontecem confusões e ele acaba perdendo dinheiro. Na quarta temporada faz faculdade de administração e abre o bar Detonação.[19]
- Bebel (Camila dos Anjos) é tímida e tem dificuldades de se abrir com os amigos. Nos episódios "A Rádio CEMA está no ar" e "Bebel Não Vai Pro Céu" rompe com os amigos ao se tornar rebelde, além de começar a fumar e namorar Boca, sendo revelado que ela estava em um estopim emocional pela separação conturbada dos pais em meio a agressões, voltando ao normal depois. Inicialmente tem uma paixão não correspondida por Júnior, mas depois começa a namorar o Basílio por dois anos. Na última temporada faz faculdade de direito e mora com Patty e Beth.[20]
- Beth (Karina Dohme) é a melhor amiga de Patty, uma garota atrapalhada e com o raciocínio lento, que sempre coloca os amigos em confusões por falar o que não deveria. Na primeira temporada namora Basílio e depois Mau por dois anos. Na quarta temporada faz faculdade de psicologia, indo morar com Patty e Beth e criando um caos na vida dos amigos por analisar todos e dar diagnósticos absurdos.[21]
- Ritinha (Bruna Thedy) é a melhor amiga de Sandy e irmã de Mau, embora viva em conflito com ele por terem personalidades diferentes. Apesar de despertar o interesse da maioria dos garotos do colégio, considera-os imaturos e tem paixões não correspondidas por homens mais velhos, como o professor Miguel e o seminarista Festa. Na quarta temporada chega no condomínio da turma após sair de casa quando seu pai se casa com uma nova mulher, indo morar com Basílio e Boca.[22]
- Mau (Douglas Aguillar) (Temporadas 1–3) é o irmão de Ritinha, um rapaz bronco e péssimo nos estudos, que sempre se enfia nas confusões criadas por Basílio. Por ter um corpo atlético e ser bastante malandro e cheio de lábia, acha que as meninas são fáceis para ele, mas sempre se dá mal. Começa a namorar Beth na segunda temporada e no final da terceira temporada decide ingressar na Marinha após se formar.[23]
- Clara (Marie Lanna) (Temporadas 1–3) é uma das amigas de Sandy, uma garota que vive preocupada com o futuro por ainda não saber o que quer da vida. Inicialmente namora Gustavo, mas termina na segunda temporada por não suportar as interferências de Patty e começa a sair com Junior.[24]
- Dodô (José Trassi) (Temporadas 1–3) é o melhor amigo de Junior e Gustavo, um skatista que sabe produzir e mixar músicas e comanda a rádio do colégio, contrastando com seus pais rígidos e sérios. Namora Teca, mas na terceira temporada tem uma paixão platônica por Clara. No piloto, é vivido por Aldine Paiva e ajuda uma comunidade carente, promovendo o grupo Bate Lata, o qual sugere para a festa de fim de ano do colégio.[25]
- Teca (Aline Ortolan) (Temporadas 1–3) é uma das amigas de Sandy e namorada de Dodô. Apesar de ser filha de médicos, quer outra vida e está sempre envolvida com os projetos artísticos e causas sociais.[26]

## Produção

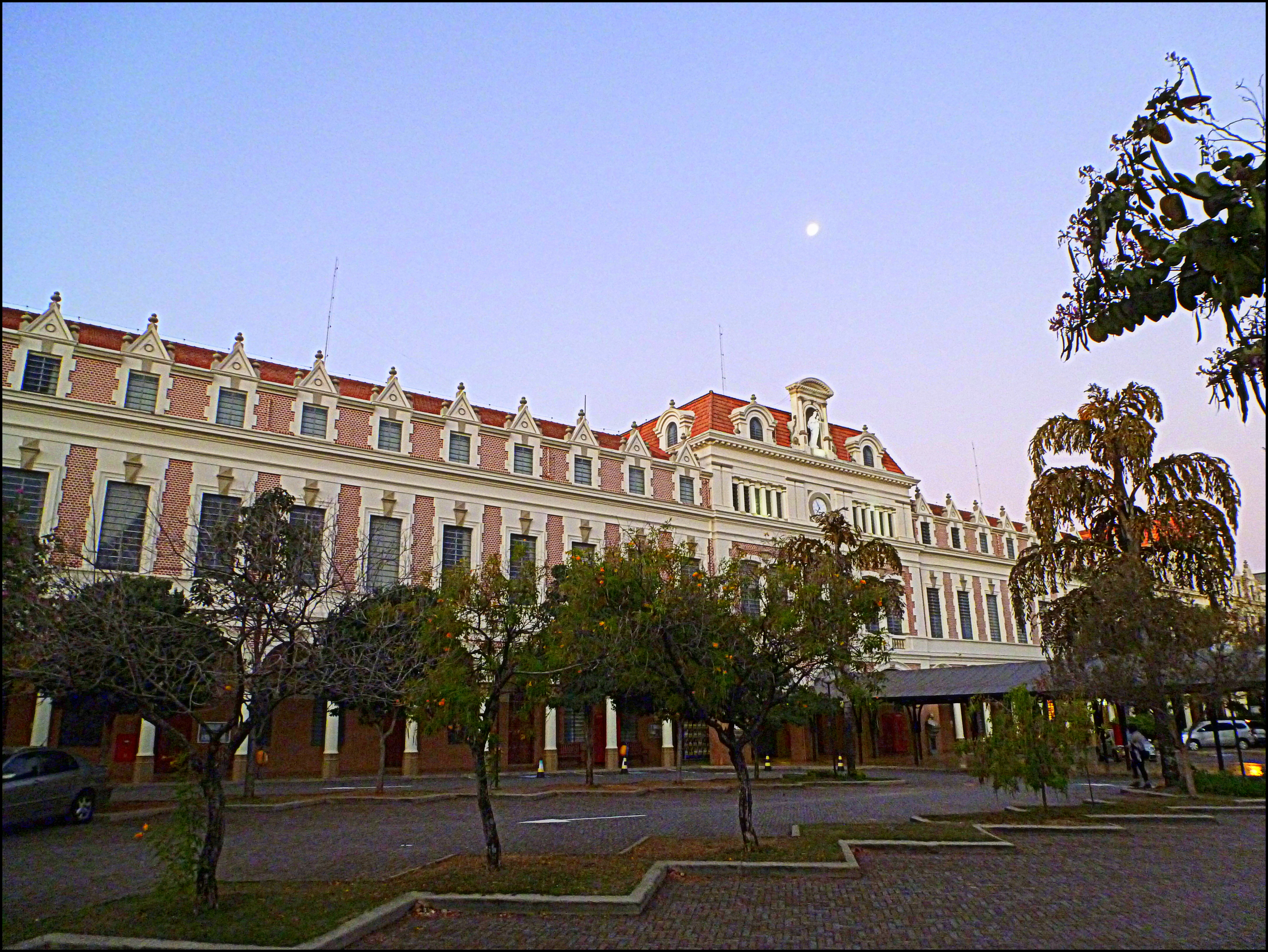
o colégio Liceu Salesiano, onde a série foi gravada nas três primeiras temporadas.

O piloto do seriado foi introduzido na grade da TV Globo como um especial de fim de ano, sendo exibido em 27 de dezembro de 1998. A audiência de 32 pontos encorajou o diretor geral de criação da emissora, Carlos Manga, a tornar o programa fixo na grade. Algumas mudanças ocorreram no elenco, como a ausência de Sidney Sampaio, Tatyane Goulart, Linho Bernini, Aldine Paiva e Mariana Ximenes. Vicky, a personagem de Mariana, foi substituída por Clara (Marie Lanna), que trouxe características idênticas e mesmo par romântico, embora fosse outra pessoa. Já José Trassi entrou para fazer o mesmo personagem que foi de Aldine no piloto, não tendo explicação revelada para a troca. Outros personagens tiveram suas características lapidadas, como Patty (Fernanda Paes Leme), que ganhou tons mais cômicos e menos cruéis. (Bruna Thedy), que no piloto interpretava Sheila, uma garota exibida que gostava de mostrar seu corpo usando roupas curtas e tinha pouco destaque na trama, sendo praticamente uma figurante; na série oficial, foi transformada em outra personagem, Ritinha, uma garota meiga e de personalidade forte que pode ser uma possível nova versão de Betina, personagem de Tatyane Goulart, devido a amizade que ambas possuem com Sandy. Além disso, Ritinha é colocada como irmã de Mau. E Basílio (Wagner Santisteban) ganhou maior destaque na série fixa, uma vez que no especial apenas fazia parte do elenco minoritário. Os personagens de Sidney Sampaio e Linho Bernini não possuem claros equivalentes a eles na série, porém, uma vez que Morcegão(personagem de Linho Bernini), fazia parte dos amigos de Patty, que eram os vilões no piloto, agora, com Patty, Beth e Mau tendo suas personalidades mais suavizadas, coube a Boca, personagem de Igor Cotrim, preencher a lacuna vilânica deixada pelos demais personagens, apesar de tornar-se igualmente mais cômico com o passar do tempo. Da mesma forma, Max, personagem de Marcos Mion, que durou apenas na primeira temporada, pode ser um possível equivalente de Beto(personagem de Sidney Sampaio). Todas as gravações das três primeiras temporadas foram realizadas em Campinas, utilizando um colégio real como cenário, o Liceu Salesiano Nossa Senhora Auxiliadora, que na trama se chamava Centro Educacional Mario de Andrade (CEMA).
Antes do final da primeira temporada, Marcos Mion deixou o elenco após passar nos testes para se tornar apresentador na MTV. O ator Paulo Vilhena também deixou o elenco em meados da terceira temporada para trabalhar na novela de Maria Adelaide Amaral, Um Lugar ao Sol. A novela acabou sendo cancelada pela Justiça e Paulo foi indicado para a trama substituta Coração de Estudante, de Emanuel Jacobina. Fernanda Paes Leme também recebeu diversos convites para atuar em novelas, mas o diretor Paulo Silvestrini não a liberou do programa. Ela foi uma das primeiras atrizes cotadas para viver Anita na minissérie Presença de Anita, de Manoel Carlos.
Sandy e Paulo Vilhena passaram a namorar durante o período de gravação da série. O namoro durou cerca de oito meses e facilitou o envolvimento dos dois também no seriado, formando um quarteto entre eles, Patty (Fernanda Paes Leme) e Clara (Marie Lanna). Durante a primeira fase da terceira temporada, Sandy teve sua participação reduzida no seriado, devido às gravações da novela Estrela-Guia, da qual era protagonista. As histórias dessa fase eram centradas no personagem de Junior e na galera do espaço Detonação. No episódio da primeira temporada "Uma Canção Para Sandy", a dupla viveu o dilema que envolvia o tema de separação da dupla após Sandy receber convites para gravações solo. Como sempre, a história terminou com os dois garantindo que jamais cantariam separados, o que na vida real acabou acontecendo em 2007. No final de 2001, o seriado chegaria ao fim, uma vez que a dupla pretendia se lançar internacionalmente, porém acabou sendo renovado por mais um ano, mudando de cidade e cenário para conciliar as gravações.

## Reprise
O canal Viva, pertencente à TV por assinatura da Globosat, passou a reprisar os episódios a partir de 10 de maio de 2010. No mesmo ano, em entrevista à Marília Gabriela no programa De Frente com Gabi, Junior declarou que não assiste o seriado por sentir "vergonha" do programa. Após as críticas ao depoimento, Sandy discordou, "Não tenho vergonha do seriado. Estou feliz com a exibição dele". A reprise voltou ao ar em 16 de fevereiro de 2015 no canal Viva devido ao pedido do público, que levou uma petição aos trending topics do Twitter.
Em março de 2019, em comemoração à turnê Nossa História de Sandy e Junior, a plataforma digital da Globoplay disponibilizou toda a série em seu catálogo de streaming.

## Prêmios e indicações
| Ano  | Prêmio                | Categoria                       | Indicação           | Resultado | Ref.   |
| ---- | --------------------- | ------------------------------- | ------------------- | --------- | ------ |
| 2001 | Melhores do Ano       | Música de Abertura              | "Eu Acho que Pirei" | Indicado  | [ 39 ] |
| 2002 | Troféu Internet       | Melhor Programa Humorístico     | Sandy & Junior      | Indicado  | [ 40 ] |
| 2002 | Prêmio Contigo! de TV | Melhor Programa Infanto-Juvenil | Sandy & Junior      | Indicado  | [ 41 ] |
| 2003 | Prêmio Contigo! de TV | Melhor Programa Infanto-Juvenil | Sandy & Junior      | Venceu    | -      |